# Barbatx
Barbatx este o arie protejată (arie de protecție specială avifaunistică — SPA) din Spania întinsă pe o suprafață de 1.357,6 ha, integral pe uscat.

## Localizare
Centrul sitului Barbatx este situat la coordonatele 39°59′44″N 4°07′09″E / 39.9955°N 4.1191°E.

## Înființare
Situl Barbatx a fost declarat arie de protecție specială avifaunistică în martie 2006 pentru a proteja 9 specii de animale.

## Biodiversitate
Situată în ecoregiunea mediteraneană, aria protejată conține 3 habitate naturale: Pseudostepă cu ierburi și specii anuale de Thero-Brachypodietea, Pajiști uscate europene, Păduri de Quercus ilex și Quercus rotundifolia.
La baza desemnării sitului se află mai multe specii protejate de  păsări (9): fâsă-de-câmp (Anthus campestris), pasărea ogorului (Burhinus oedicnemus), caprimulg (Caprimulgus europaeus), șoim călător (Falco peregrinus), Galerida theklae, acvilă pitică (Hieraaetus pennatus), gaia roșie (Milvus milvus), vultur egiptean (Neophron percnopterus), silvie de tufiș (Sylvia undata).
Pe lângă speciile protejate, pe teritoriul sitului au mai fost identificate 3 specii de plante.